# Hıncal Uluç
Hıncal Uluç (* 1. November 1939 in Kilis ; † 20. November 2022 in Istanbul) war ein türkischer Journalist.

## Leben
Er studierte politische Geschichte in den Vereinigten Staaten und war mehrere Jahre bei der türkischen Tageszeitung Sabah aktiv. Uluç war der meistverdienende Journalist in der Türkei. Regelmäßig war er auch als Jury-Mitglied bei Schönheitswettbewerben anzutreffen; laut der Presse seien Schönheitswettbewerbe „ohne ihn nicht mehr wegzudenken“ (gewesen). Darüber hinaus war Uluç auch in der Sport-Diskussionsrunde „90 Dakika“ (türkisch für „90 Minuten“) aktiv, welche wöchentlich vom Sender NTV ausgestrahlt wird und mehrmals als „beste Sportsendung der Türkei“ ausgezeichnet wurde. Am 20. November 2022 starb er nach langer Krankheit in einem Istanbuler Krankenhaus.